# Nothing Lasts Forever (Coldrain)
Nothing Last Forever è il primo EP dei Coldrain, pubblicato il 13 giugno 2010 dalla VAP.

## Tracce
Testi di Masato (eccetto Stuck, di Stacie Orrico e Kevin Kadish). Musiche di Masato e Y.K.C, eccetto dove indicato.
1. Die Tomorrow – 3:06 (musica: Masato)
2. We're Not Alone – 3:58
3. Stuck (Cover) – 3:28
4. After Dark – 3:37
5. The Youth – 3:28
6. Miss You – 3:58 (musica: Masato, Sugi)

## Formazione
- Masato – voce
- Y.K.C – chitarra solista
- Sugi – chitarra ritmica, voce secondaria
- RxYxO – basso, voce secondaria
- Katsuma – batteria, percussioni

## Classifiche
| Classifica (2010) | Posizione massima |
| ----------------- | ----------------- |
| Giappone          | 63                |

## Utilizzo dei brani nei media
- We're Not Alone è stata utilizzata come sigla iniziale dell'anime Rainbow[2].
- Die Tomorrow è inclusa nella colonna sonora del videogioco PES 2011.